# حديقة ديفيز كريك الوطنية
ديفيز كريك هي حديقة وطنية في ولاية كوينزلاند، أستراليا، 1392 كم شمال غرب بريزبن.